# Paramatma
Paramatma (lub Paramatman; sanskryt: parama „najwyższy, transcendentny”, atman „dusza” = „Dusza Najwyższa, Naddusza”) – częściowy, osobowy aspekt Bhagawana. Paramatma opisywana jest jako przebywająca w sercu każdej żywej istoty, jak i w każdej części materialnego stworzenia. Dusza Najwyższa znany jest też jako Ksirodakaśaji Wisznu. Źródłem Paramatmy jest Mahawisznu.
Paramatma kieruje żywą istotą (atman) i jest świadkiem jej czynów. To za sprawą paramatmy dusza, znajdująca się pod wpływem trzech gun (jakości materii), może czerpać przyjemność z obcowania z materią. Sprawia, że dźiwa odczuwa inspiracje do działania, że pamięta i zapomina.
W Kathopaniszad znajduje się opis związku paramatmy i dźiwy:
„Zarówno Dusza Najwyższa, jak i jednostkowa dusza (dźiwa) usytuowane są na drzewie ciała, w sercu żywej istoty; jedynie ten, kto dzięki łasce Najwyższego uwolnił się od materialistycznych pragnień i lamentów, może zrozumieć wspaniałość duszy”.
Drogą do poznania i zrozumienia związku z paramatmą jest na przykład asztangajoga.
Efektem praktykowania asztangajogi (nazywanej też radźajogą czy jogą królewską) jest samadhi – stan całkowitego wyzwolenia umysłu od czynności zmysłowych. Charakterystyczne dla tego mistycznego stanu ma być możliwość „oglądania duszy umysłem” połączone z uczuciem przyjemności i szczęścia. Jogin, który osiągnął samadhi, widzi wszystkie żywe istoty (w tym i siebie) jako równe („Pokorny mędrzec, dzięki cnocie prawdziwej wiedzy, widzi jednakowo uczonego i łagodnego bramina, krowę, psa, słonia i zjadacza psów (tj. człowieka wykluczonego z kast)).”.
Innymi cechami takiego mistyka są: opanowanie, brak pożądania, niewzruszoność wobec szczęścia i nieszczęścia itp.